# Александар Домогаров
Александар Јурјевић Домогаров (рус. Алекса́ндр Ю́рьевич Домога́ров; Москва, 12. јул 1963) је совјетски и руски филмски и позоришни глумац, телевизијски водитељ, извођач шансона и Народни глумац Руске Федерације (2007).

## Биографија
Рођен је 12. јула 1963. године у Москви. Након завршетка основног и средњег образовања уписао је 1984. године Вишу позоришну школу М.С Шепкина.
У периоду од 1984. до 1985. године играо је у Малом позоришту у Москви, а од 1985. године прешао је у Позориште руске армије, где је остао све до 1995. године.Од 1995. године почиње да глуми у позоришту Мосовет
и на тој сцени играо је Марата у позоришном комаду Мој сиромашни Марат, Сирана у представи Сирано де Бержерак, доктора Џекила и господина Хајда у руској верзији мјузикла Џекил и Хајд, где је показао свој таленат за певање, изводивши тешке вокалне делове у представи. Играо је и Астрова у представи Ујка Вања, Бершиниана у предстар Три сестре, Гајева у представи Вишњик и у многим друим.
Поред посла у позоришту Мосовет, глумио је и у многим другим представама других позоришта, укључујући и Московско драмско позориште и Краковско позориште, где је своју улогу изнео на пољском језику
На филму је дебитовао 1984. године, када је добио улогу у филму Наследство, режисера Георгија Натансона. Прву битну улогу одиграо је у ТВ филму Гусари 3, где је био у улози Павела Горина, 1992. године. Након улоге у историјској телевизијској серији Грофица Монсоро 1997. године, играо је у главној улози грофа и привукао већу пажњу јавности. Након тога играо је у телевизијским серијама Турски марш и (2000—2007) и Гангстери Петербурга (2000—2003).
Ван Русије први пут је заиграо у пољској телевизијској серији Огњем и мачем (1999), коју је режирао Јержи Хофман, где је Домогаров играо у улози пуковника Јурка Бохуна. Поред тога, у Пољској је такође глумио у телевизијској серији Талас злочина (2003—2008), у филмовима Једна јунска ноћ режисера Анджеја Вајде и у Варшавској бици, 2011. године, коју је режирао Јержи Хофман. У Шведској имао је улогу у филму Часници, 2001. године.
Његов лични живот описан је у филму Александар Домогаров–Исповест о усамљеном човеку, који је премијерно емитован 17. марта 2012. године.

## Породица
Његов деда са очеве стране био је поморски официр у Привременој влади Русије и помогао је Александару Керенском да побегне из Зимског дворца у Санкт Петербургу.
Александров отац Јуриј Домагов (1915—1991) био је филмски и позоришни глумац и војник Совјетског Савеза, који је вишеструко награђиван. Александрова мајка била је Наталија Петровна Домагова (21. август 1928 — јун 2002 године), а старији брат Андреј Домогаров (7. јул 1953) завршио је Московски државни путнички и технички универзитет, где предаје као професор.
Из брака са Наталијом Едуардовном Домогаровом имао је сина Димитрија Александровића Домогарова (7. јануар 1985 — 7. јун 2008), који је погинуо у саобраћајној несрећи.
Са другом супругом Ирином Аљтоневном Домогаровом добио је 1989. године сина Александра Александровића Домогарова, који се данас бави глумом.
 Након окончања другог брака, Александар се оженио Наталијом Валеревном Громушкин, која се такође бави глумом. Четврта супруга му је била Марина Андрејевна Александровна, Народна глумица Руске Федерације, са којом је Александар био у браку у периоду од 2005—2007. године.

## Позоришне улоге

### Позориште руске армије
- Дама са Камелијама — Арман Дивал
- Дрвеће умире стојећи — директор
- Макабет — Макбуф
- На умирујућем месту — Миливидов
- Моја професија — Викторио
- Павел I — Александар

### Позориште Багатела
- Макбет — Магбет од Шкотске

### Отворено московско позориште
- Мушка сезона — Арсеније

### Позориште Мосовета
- Мој сиромашни Марат — Марат
- Луталице у бекству — Димитрије
- Он је пришао — Џералд Крофт
- Добар пријатељ — Жорж
- Сирано де Бержерак — Сирано
- Чудна прича доктора Џекила и господина Хајда — доктор Џекил
- Ујак Вања — Миахил Астров
- Три сестре — Александар Игњатијевић
- Вишњев гај — Леондид Андрејевић Гаев

## Филмографија
| Година  | Филм                       | Улога                              | Напомена    |
| ------- | -------------------------- | ---------------------------------- | ----------- |
| 1984    | Наследство                 | Слава                              |             |
| 1985    | Велика невоља              | Антон                              |             |
| 1986    | Михаил Ломоносов           | Александар Сумароков               | мини серија |
| 1987    | Асса                       | Александар I Павлович              |             |
| 1988    | Мој супруг и ћерка Тамара  | ученик Феди                        |             |
| 1989    | Посета даме                | Кови                               | тв филм     |
| 1990    | Уради једном               | Гоша                               |             |
| 1991    | Крв за крв                 | Бубус                              |             |
| 1992    | Гусари III                 | Павел Горин                        |             |
| 1993    | Ако желиш да знаш          | Васили Солени, офоцир              |             |
| 1993    | Освета шверцера            |                                    |             |
| 1994    | Крст милосрђа              | Андреј                             | тв серија   |
| 1996-97 | Краљица Марго              | Буси                               | ТВ серија   |
| 1997    | Грофица Монсоро            | Буси                               | тв серија   |
| 1996    | Бели плес                  | Никита, успешни бизнисмен          |             |
| 1999    | Огњем и мачем              | Јурко Бохун                        |             |
| 1999    | Na koniec swiata           | Виктор                             |             |
| 2000    | Dykaren                    | Виктор                             |             |
| 2000    | Игра летења                | Николај                            |             |
| 2000    | Царство на удару           | Георгије Гапон                     | тв серија   |
| 2000-01 | Гангстери Петербурга       | Андреј Серегин                     | мини серија |
| 2001    | Турски марш                | Александар Турески                 | тв филм     |
| 2002    | Ја сам лутка               | Виктор                             |             |
| 2003    | Зашто имаш алиби?          | Игор                               | тв филм     |
| 2003    | Идиоти                     | Евегеније Радмоски                 | тв серија   |
| 2004    | Uzkiy most                 | Гладијев                           | мини серија |
| 2004    | Медени месец               | Андреј                             | мини серија |
| 2004-05 | Мафијашки талас            | Сергеј - шеф мафије                | тв серија   |
| 2005    | Tyomny Instinct            |                                    | тв серија   |
| 2005    | Губитак Сунца              | Антон                              | мини серија |
| 2005    | Жена нобеловац             | Олег Ермарков                      | тв серија   |
| 2005    | Звезда епохе               | Константин Симонов, песник         | мини серија |
| 2006    | Сатисфакција               | Александар Шуленин                 | мини серија |
| 2006    | Горф Црне Горе             | Михаил Милорадовић, гроф           |             |
| 2006    | Вукодав из рода Сивог Пса  | Варварин Људодјеј                  |             |
| 2007    | Инди                       | Арсени                             |             |
| 2007    | Сјај                       | Миша Клименко                      |             |
| 2008    | Бела ноћ, слатка ноћ       | бизнисмен Павел Власов             |             |
| 2009    | Цар                        | Алексеј Басманов                   |             |
| 2009    | Ако је то наша судбина     | Александар Власов, познати уметник | тв серија   |
| 2010    | Легенда о летећем Кипрану  | Валент                             |             |
| 2010    | Старија супруга            | Макс                               |             |
| 2011    | На сунчаној страни улице   | Јуриј Кондрачевић                  | тв серија   |
| 2011    | Достојевски                | Александар Исајев                  | мини серија |
| 2011    | Варшавска битка            | Крушкин                            |             |
| 2011    | Тајне револуционара палате | Линар                              | тв серија   |
| 2012    | Зоннентау                  | Харалд Сомерсет                    | тв серија   |
| 2012    | Марина роша                | Трошин                             | тв серија   |
| 2012    | Лице другог                | Ставински                          | тв серија   |
| 2012-13 | Крв за крв                 | Антон                              | тв серија   |
| 2013    | Викенд                     | савршени Иван                      |             |
| 2013    | Убити Стаљина              | Иван Бережнаја                     | Mini-series |
| 2014    | Марина роша 2              | Трошин                             | тв серија   |
| 2015    | Пенсилванија               |                                    |             |
| 2017    | Велики                     |                                    |             |